# الأقزام قادمون (فلم)
الأقزام قادمون، فيلم مصري صدر سنة 1986، من إخراج شريف عرفة، وهو أول فيلم يخرجه،  ومن بطولة يحيي الفخرانى

## قصة الفيلم
(شهاب) مخرج إعلانات ناجح. يرتبط بفتاة إعلانات تبحث عن الشهرة، لتكون شريكة حياته، يقوم بحملة إعلانية ناجحة عن افتتاح ديسكو، تنجح في حشد كثير من الشباب في الديسكو مما يتسبب في حريق هائل، فيصاب بصدمة ويسافر للإسكندرية. يلتقى بالقزم (شيكو) الذي شاركه بطولة أحد الاعلانات، ويحكي له عن مأساة مجموعة من الأقزام استولى رجل أعمال يُدعى (رضوان) على أرضهم لبناء مصنع، يقرر شهاب مساعدتهم في التغلب على رضوان واسترداد الأرض.

## طاقم العمل
- يحيى الفخراني
- ليلى علوي
- جميل راتب
- أحمد لوكسر
- سناء يونس

## وصلات خارجية
- مقالات تستعمل روابط فنية بلا صلة مع ويكي بيانات